# Analysis Mathematica
Analysis Mathematica (сокращенное название — Analysis Math., ANAM) — ежеквартальный российский и венгерский математический научный журнал. Совместный проект Российской Академии Наук и Венгерской Академии наук. Издается на английском, русском языках, также на французском и немецком.
Издательство — Akadémiai Kiadó, соиздатель Springer Science+Business Media B.V., Formerly Kluwer Academic Publishers B.V.
Входит в перечень рецензируемых научных журналов, в которых должны быть опубликованы основные научные результаты диссертаций на соискание учёных степеней учёной степени кандидата и доктора наук. Утверждён решением Президиума Высшей аттестационной комиссией России в сентябре 2010 года
ISSN 0133-3852
Раздел рубрикатора ГРНТИ
27.23.00 Математический анализ
27.25.17 Метрическая теория функций
27.27.24 Гармонические функции и их обобщения
27.29.00 Обыкновенные дифференциальные уравнения
27.31.00 Дифференциальные уравнения с частными производными
27.35.00 Математические модели естественных наук и технических наук. Уравнения математической физики
27.39.15 Линейные пространства, снабженные топологией, порядком и другими структурами
27.39.25 Теория меры, представления булевых алгебр, динамические системы
27.39.27 Нелинейный функциональный анализ